# Vin Mariani

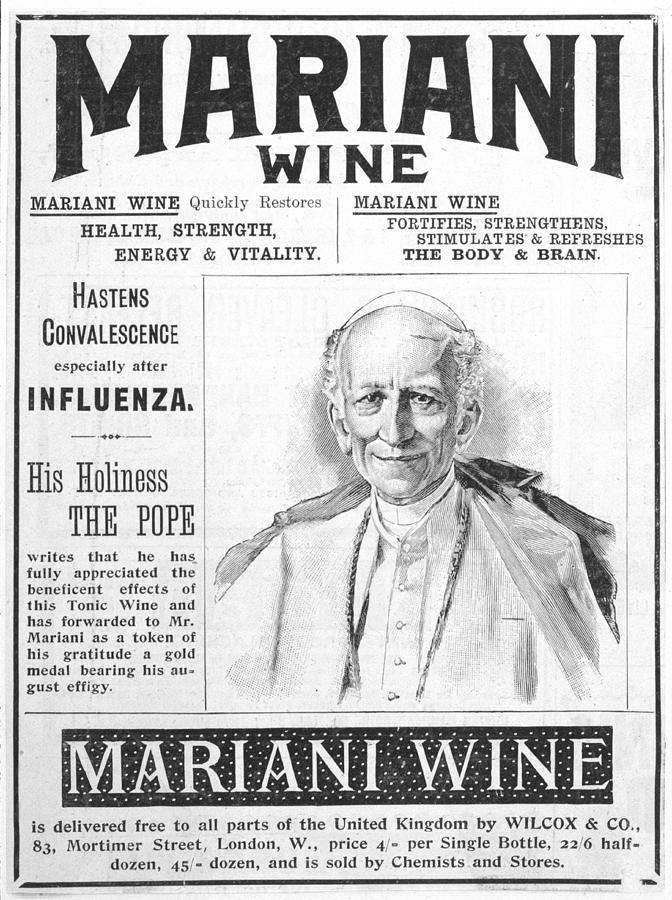
Reklamní plakát „Mariani Wine“ s vyobrazením papeže Lva XIII.

Vin Mariani byl alkoholický nápoj, vyráběný od 60. let 19. století Angelo Marianim, francouzským chemikem z Korsiky. Základem nápoje bylo bordeauxské víno a extrakt z listů koky. V souladu s dobovou módou byl nápoj propagován jakožto posilující prostředek k léčbě tělesné i duševní slabosti, nechutenství, malomyslnosti a nedostatku energie. Velkému zájmu se těšil u sportovců, lékaři jej sami doporučovali svým pacientům.
Nápoj byl ve společnosti oblíben. Konzumovaly jej slavné osobnosti, například Thomas Alva Edison či Jules Verne. Pochvalně se o něm vyjadřovali tehdejší francouzští i italští politici, oblíben byl i v církevních kruzích; pili a chválili jej papežové Lev XIII. a Pius X., přičemž první jmenovaný se dokonce objevil na reklamním plakátu, propagujícím nápoj.
Vin Mariani se velmi pravděpodobně stalo inspirací pro J. S. Pembertona, autora Coca-Coly. Pembertonův recept prošel postupným vývojem, během nějž například pozbyl alkoholickou složku; od Vin Mariani se lišil zejména využitím kolového oříšku coby zdroje kofeinu.